# Wólka Różańska
Wólka Różańska – wieś w Polsce, położona w województwie lubelskim, w powiecie łukowskim, w gminie Stoczek Łukowski.
| SIMC    | Nazwa     | Rodzaj                          |
| ------- | --------- | ------------------------------- |
| 0691783 | Jamielnik | osada leśna                     |
| 0691760 | Kadzidła  | część wsi                       |
| 0691777 | Wyrąbki   | część wsi (zniesiona w 2023 r.) |

W 1660 roku wieś wchodziła w skład starostwa niegrodowego Latowicz. 
W zaborze rosyjskim wieś znajdowała się w gminie Prawda, w powiecie łukowskim, w guberni siedleckiej. W 2 poł. XIX wieku było tu 15 domów i 108 mieszkańców.
W latach 1975–1998 miejscowość administracyjnie należała do województwa siedleckiego.
Wieś stanowi sołectwo w gminie Stoczek Łukowski. Według Narodowego Spisu Powszechnego z roku 2011 wieś liczyła 116 mieszkańców.
Wierni Kościoła rzymskokatolickiego należą do parafii Wniebowzięcia Najświętszej Maryi Panny w Stoczku Łukowskim.